# Stupidità
(Citazione attribuita a Albert Einstein)

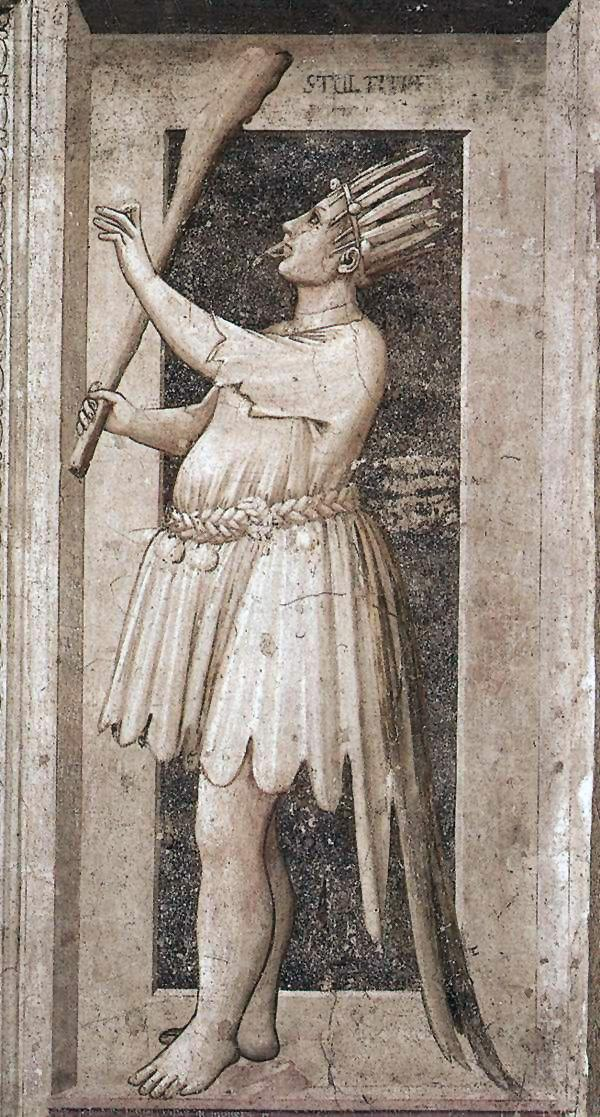
Giotto, Stoltezza

Il termine stupidità deriva dal verbo latino  stupēre che nella trasposizione in italiano ha due accezioni distinte: una riguarda chi è "stupito", in una condizione cioè d'incapacità o passività, indotta da stupore; l'altra, riferita allo "stupido", esprime una condizione duratura di "carenza" e "lentezza" nel comprendere. 
Lo storico Carlo Maria Cipolla autore di un ironico saggio sulla stupidità (Allegro ma non troppo) indicava una caratteristica della stupidità in quella di causare  «un danno ad un'altra persona o gruppo di persone senza nel contempo realizzare alcun vantaggio per sé o addirittura subendo una perdita».

## Storia
Il significato di stupido, che si ritrova nel termine "idiota" usato per la prima volta nel XIV secolo, può collegarsi a quello di stupito, ossia "sono stordito, resto attonito"  cioè colui che non sa dominare il circostante, e le situazioni, con tutte le loro variabili, restandone spiazzato. Il significato attuale del lemma "idiota" fa invece riferimento esplicito a patologie del sistema nervoso in particolare a cerebropatie compromettenti l'attività mentale nel suo complesso.

## Caratteristiche
Nel latino il suffisso -idus, (da cui stupidus, "stupido") è proprio di aggettivi verbali col senso di qualità durevole. Ci si è allora chiesto se la stupidità sia uno stato costante, un handicap o una condizione momentanea.
Gli antichi consideravano la stupidità una passione: subire passivamente gli avvenimenti senza avere potere su di essi: quindi non rientrava tra i vizi, che sono azioni continue moralmente riprovevoli.
Generalmente «lo stupido è colui che ripete inconsciamente i propri errori, è incapace di correggerli, regolamentarsi. Non è in grado di scegliere che strada imboccare. Molti fattori del comportamento umano, intrinsecamente diversi dalla stupidità, possono contribuirvi». In questo senso l'ignoranza, come la paura, sono spesso "sorelle" della stupidità come quando si condivide, senza approfondirlo, un superficiale consenso o quando si ha paura di doversi contrastare con chi ha opinioni diverse o quando ci si sottomette al parere di una maggiore autorità.

## Linguaggi, società, storia
È necessario intendere le parole "stupido" e "stupidità" innanzitutto come convenzioni. I significati che gli attribuiamo sono patrimonio culturale degli uomini, e disegnano a ognuno di noi un'immagine comune. Immagine contingente alla nostra società.
Il linguaggio (specchio dell'evoluzione umana) può darci una chiave di lettura valida, ma per comprendere a fondo bisogna inserire lo "stupido" in un contesto sociale: metterlo in relazione con altri individui.
Giancarlo Livraghi fa notare come si tenda ad etichettare come stupidi tutti i comportamenti che non rientrano nei nostri schemi mentali ordinari".
Vero è che il significato della parola "stupidità" ha subito innumerevoli deformazioni, modificate da altrettante accezioni (la maggior parte delle quali in senso dispregiativo). Ha concentrato in sé moltissime caratteristiche degli esseri umani, ed è (più di altre parole) simbolo di mancanza, di "deficienza". È sinonimo di ignoranza e di superstizione, di un certo limite intellettuale. Lo stupido è colui che non utilizza, o non può utilizzare al meglio la propria intelligenza. È implicitamente, seppure in diverse misure, un portatore di handicap. Nella lingua corrente la parola ha via via perso il legame col concetto di stupore, accostandosi sempre più a "cretino": dal ben altro colore.
Non a caso ormai, stupido è omologato a parole (anche gergali) come deficiente, idiota o tonto. Non più ad esempio a sciocco o ingenuo, dal tono più premuroso, mai necessariamente offensive.
Se ne può dedurre che l'uomo stupido è per propria stessa natura privo di libertà. È privo della capacità di scegliere. È privo della capacità di discernere. Senza possibilità di distinguere non accumula esperienza. Di fronte ai fenomeni del mondo non sa agire, né soprattutto può interagire.

## La stupidità come morbo
Uno studio dell'università inglese di Exeter ha identificato un'area nel cervello (nella regione temporale della corteccia) che si attiva per non ripetere un errore già commesso. L'ipotesi che la stupidità potesse essere connessa a una fisicità è stata confermata poiché«è stato scoperto dai ricercatori americani, un batterio chiamato ATCV-1, ribattezzato dagli stessi scienziati appunto “virus della stupidità”, in quanto è stata rilevata la sua presenza negli animali con un più basso livello intellettivo.».

## Stupidità e intelligenza
La stupidità non è da considerare come il contrario dell'intelligenza, dal momento che anche persone molto intelligenti possono commettere e commettono nella vita atti stupidi e ciò anche o soprattutto a causa del concetto di razionalità limitata secondo cui, durante il processo decisionale, la razionalità di un individuo è limitata da vari fattori: dalle informazioni che possiede, dai limiti cognitivi della sua mente, dalla quantità finita di tempo di cui dispone per prendere una decisione.
Lo psicologo Walter B. Pitkin, autore del saggio Introduzione alla storia della stupidità umana riteneva che la stragrande maggioranza delle persone fossero stupide, sottostimando probabilmente il numero di atti stupidi posto in essere da chi stupido non è.
I professori Balazs Aczel, Bence Palfi e Zoltan Kekecs psicologi presso la Eotvos Lorand University di Budapest, hanno approfondito le dinamiche della stupidità eseguendo uno studio su un ampio numero di persone a cui venivano sottoposti 180 storie vere e pubbliche di azioni "stupide", il questionario sottoposto includeva una valutazione dell'evento e dovevano anche spiegare perché pensavano che l'azione in questione fosse stupida, scegliendo tra diverse opzioni di risposta.
La ricerca ha messo in luce che le persone tendono a concordare su ciò che è valutato come stupido e ciò che non lo è, con percentuali di accordo che raggiungevano la unanimità.
Lo studio ha inoltre evidenziato che ci sono tre situazioni che spingono a comportamenti stupidi: 
- La sovrastima di se - una falsa percezione delle proprie possibilità e conoscenze.
- Perdita di controllo - agendo in modo esagerato o ossessivo-compulsivo.
- Assenza mentale - agendo senza concentrarsi su cosa accade attorno a loro.

L'opposto della stupidità è più facilmente rintracciabile quindi nella saggezza, che risiede in un comportamento equilibrato e ben ponderato, posto in essere sulla base di una specifica esperienza di vita.

## Stupidità e religione cristiana
Nel Vangelo di Marco la stupidità (o "stoltezza") è accomunata ad altre forme di peccato. Il termine ricorre anche nell'Antico Testamento: nel libro dell'Ecclesiaste è scritto "Il numero degli stolti è infinito".
L'argomento è negletto per la Chiesa cattolica nel complesso. Pare che l'ultima apparizione nei documenti ecclesiastici ufficiali del termine "stolti", inteso come peccatori, risalga alla bolla "Exsurge Domine!" (1520) di Papa Leone X contro Lutero. 
Da considerare che il termine "stoltezza" usato nel Vangelo e Bibbia, intendeva indicare l'andare controcorrente rispetto a chi seguiva l'ortodossia. Quindi fare intendere il termine come sinonimo di "stupidità" non è esatto.

## Stupidità e diritto
Nel Codice penale italiano, l'articolo 61 prevede l'elevazione della pena fino a un terzo se esiste l'aggravante "per futili motivi". Qualcosa di simile esiste nella "Common Law" dei paesi anglosassoni. Entrambi hanno radici nella antica cultura giuridica romana.

## Il tema della stupidità nella letteratura
Nel corso dei secoli il discorso sulla stupidità ha aperto al territorio di innumerevoli riflessioni, e interpretazioni. Si può risalire a Giovenale, poeta satirico e professore di retorica dell'antica Roma che intitolò la sua quarta satira: Uso stupido del potere.
Nel tema del "divertissement" per esempio, cioè dell'evasione "senza senso", elaborato da Pascal la stupidità appare come difesa contro l'assillo dei grandi problemi sul senso della vita.
Lo stesso Umberto Eco, nel suo Il pendolo di Foucault, inserisce spesso una riflessione sulla stupidità. Ancora il tema della chiacchiera-curiosità-equivoco in Martin Heidegger.
Anche nella pedagogia si sviluppa in modo molto articolato il tema della stupidità. Ad esempio: Comenius (Johan Amos Komenskẏ). In un proprio brano, l'educatore e pedagogista ceco si fa promotore dei meno dotati, considerandoli giustamente svantaggiati e più bisognosi quindi di sostegno, rispetto ad altri.